# Plebejus branuelasensis
Plebejus branuelasensis är en fjärilsart som beskrevs av Tutt 1908/9. Plebejus branuelasensis ingår i släktet Plebejus och familjen juvelvingar. Inga underarter finns listade i Catalogue of Life.